# Enicosanthum merguiense
Enicosanthum merguiense är en kirimojaväxtart som först beskrevs av Debabarta Chatterjee och som fick sitt nu gällande namn av James Sinclair.
Enicosanthum merguiense ingår i släktet Enicosanthum och familjen kirimojaväxter. Inga underarter finns listade i Catalogue of Life.